# Kvalifikace na Mistrovství světa ve fotbale 2006 (UEFA) – skupina 8
Zápasy této kvalifikační skupiny na Mistrovství světa ve fotbale 2006 se konaly v letech 2004 a 2005. Ze šesti účastníků si postup na závěrečný turnaj vybojoval vítěz skupiny. Celek na druhém místě v závislosti na žebříčku týmů na druhých místech buď také přímo postoupil (v případě, že byl mezi dvěma nejlepšími), nebo hrál baráž.

## Tabulka
| Tým        | Z  | V | R | P | GV | GI | +/- | B  |
| ---------- | -- | - | - | - | -- | -- | --- | -- |
| Chorvatsko | 10 | 7 | 3 | 0 | 21 | 5  | +16 | 24 |
| Švédsko    | 10 | 8 | 0 | 2 | 30 | 4  | +26 | 24 |
| Bulharsko  | 10 | 4 | 3 | 3 | 17 | 17 | 0   | 15 |
| Maďarsko   | 10 | 4 | 2 | 4 | 13 | 14 | -1  | 14 |
| Island     | 10 | 1 | 1 | 8 | 14 | 27 | -13 | 4  |
| Malta      | 10 | 0 | 3 | 7 | 4  | 32 | -28 | 3  |

## Zápasy
| 4. září 2004 16:00    |          |                             |                                                                               |
| Island                | 1 – 3    | Bulharsko                   | Laugardalsvöllur, Reykjavík diváci: 5 014 rozhodčí: Alain Hamer (Lucembursko) |
| Guðjohnsen 51' (pen.) | (Report) | Berbatov 35', 49' Yanev 62' | Laugardalsvöllur, Reykjavík diváci: 5 014 rozhodčí: Alain Hamer (Lucembursko) |

| 4. září 2004 20:30             |          |          |                                                                       |
| Chorvatsko                     | 3 – 0    | Maďarsko | Maksimir Stadium, Záhřeb diváci: 20 853 rozhodčí: Mike Riley (Anglie) |
| Pršo 31', 54' Gyepes 80' (vl.) | (Report) |          | Maksimir Stadium, Záhřeb diváci: 20 853 rozhodčí: Mike Riley (Anglie) |

| 4. září 2004 20:45 |          |                                                              |                                                                        |
| Malta              | 0 – 7    | Švédsko                                                      | Ta' Qali Stadium, Ta' Qali diváci: 4 200 rozhodčí: Haim Jakov (Izrael) |
|                    | (Report) | Ibrahimović 4', 11', 14', 71' Ljungberg 46', 74' Larsson 76' | Ta' Qali Stadium, Ta' Qali diváci: 4 200 rozhodčí: Haim Jakov (Izrael) |

| 8. září 2004 20:15 |          |            |                                                                            |
| Švédsko            | 0 – 1    | Chorvatsko | Ullevi, Göteborg diváci: 40 023 rozhodčí: Arturo Dauden Ibáñez (Španělsko) |
|                    | (Report) | Srna 64'   | Ullevi, Göteborg diváci: 40 023 rozhodčí: Arturo Dauden Ibáñez (Španělsko) |

| 8. září 2004 21:15                 |          |                                  |                                                                                     |
| Maďarsko                           | 3 – 2    | Island                           | Szusza Ferenc Stadium, Budapešť diváci: 5 461 rozhodčí: Tom Henning Øvrebø (Norsko) |
| Gera 62' Torghelle 75' Szabics 79' | (Report) | Guðjohnsen 39' I. Sigurðsson 78' | Szusza Ferenc Stadium, Budapešť diváci: 5 461 rozhodčí: Tom Henning Øvrebø (Norsko) |

| 9. října 2004 17:00                    |          |          |                                                                         |
| Švédsko                                | 3 – 0    | Maďarsko | Råsunda Stadium, Solna diváci: 32 288 rozhodčí: Stuart Dougal (Skotsko) |
| Ljungberg 26' Larsson 50' Svensson 67' | (Report) |          | Råsunda Stadium, Solna diváci: 32 288 rozhodčí: Stuart Dougal (Skotsko) |

| 9. října 2004 18:15 |          |        |                                                                               |
| Malta               | 0 – 0    | Island | Ta' Qali Stadium, Ta' Qali diváci: 1 130 rozhodčí: Sorin Corpodean (Rumunsko) |
|                     | (Report) |        | Ta' Qali Stadium, Ta' Qali diváci: 1 130 rozhodčí: Sorin Corpodean (Rumunsko) |

| 9. října 2004 20:15 |          |                            |                                                                              |
| Chorvatsko          | 2 – 2    | Bulharsko                  | Maksimir Stadium, Záhřeb diváci: 31 565 rozhodčí: Pierluigi Collina (Itálie) |
| Srna 15', 31'       | (Report) | M. Petrov 77' Berbatov 86' | Maksimir Stadium, Záhřeb diváci: 31 565 rozhodčí: Pierluigi Collina (Itálie) |

| 13. října 2004 18:00                   |          |            |                                                                                    |
| Bulharsko                              | 4 – 1    | Malta      | Národní stadion Vasil Levski, Sofie diváci: 16 800 rozhodčí: Ceri Richards (Wales) |
| Berbatov 43', 55' Yanev 47' Yankov 88' | (Report) | Mifsud 11' | Národní stadion Vasil Levski, Sofie diváci: 16 800 rozhodčí: Ceri Richards (Wales) |

| 13. října 2004 18:10 |          |                                              |                                                                                 |
| Island               | 1 – 4    | Švédsko                                      | Laugardalsvöllur, Reykjavík diváci: 7 037 rozhodčí: Massimo Busacca (Švýcarsko) |
| Guðjohnsen 66'       | (Report) | Larsson 24', 39' Allbäck 27' Wilhelmsson 45' | Laugardalsvöllur, Reykjavík diváci: 7 037 rozhodčí: Massimo Busacca (Švýcarsko) |

| 17. listopadu 2004 19:30 |          |                     |                                                                          |
| Malta                    | 0 – 2    | Maďarsko            | Ta' Qali Stadium, Ta' Qali diváci: 14 500 rozhodčí: Tony Asumaa (Finsko) |
|                          | (Report) | Gera 39' Kovács 93' | Ta' Qali Stadium, Ta' Qali diváci: 14 500 rozhodčí: Tony Asumaa (Finsko) |

| 26. března 2005 17:30 |          |                                       |                                                                                       |
| Bulharsko             | 0 – 3    | Švédsko                               | Národní stadion Vasil Levski, Sofie diváci: 42 530 rozhodčí: Herbert Fandel (Německo) |
|                       | (Report) | Ljungberg 17', 90+2' (pen.) Edman 74' | Národní stadion Vasil Levski, Sofie diváci: 42 530 rozhodčí: Herbert Fandel (Německo) |

| 26. března 2005 18:00               |          |        |                                                                                        |
| Chorvatsko                          | 4 – 0    | Island | Maksimir Stadium, Záhřeb diváci: 17 912 rozhodčí: Jerome Damon (Jihoafrická republika) |
| Kovač 38', 75' Šimunić 70' Pršo 91' | (Report) |        | Maksimir Stadium, Záhřeb diváci: 17 912 rozhodčí: Jerome Damon (Jihoafrická republika) |

| 30. března 2005 18:00   |          |       |                                                                           |
| Chorvatsko              | 3 – 0    | Malta | Maksimir Stadium, Záhřeb diváci: 15 510 rozhodčí: Costas Kapitanis (Kypr) |
| Pršo 22', 35' Tudor 79' | (Report) |       | Maksimir Stadium, Záhřeb diváci: 15 510 rozhodčí: Costas Kapitanis (Kypr) |

| 30. března 2005 20:45 |          |               |                                                                                      |
| Maďarsko              | 1 – 1    | Bulharsko     | Stadion Ference Puskáse, Budapešť diváci: 11 586 rozhodčí: Jan Wegereef (Nizozemsko) |
| Rajczi 90'            | (Report) | S. Petrov 51' | Stadion Ference Puskáse, Budapešť diváci: 11 586 rozhodčí: Jan Wegereef (Nizozemsko) |

| 4. června 2005 17:15                                                              |          |       |                                                                  |
| Švédsko                                                                           | 6 – 0    | Malta | Ullevi, Göteborg diváci: 35 593 rozhodčí: Nikolaj Ivanov (Rusko) |
| Jonson 6' Svensson 18' Wilhelmsson 29' Ibrahimović 40' Ljungberg 57' Elmander 81' | (Report) |       | Ullevi, Göteborg diváci: 35 593 rozhodčí: Nikolaj Ivanov (Rusko) |

| 4. června 2005 18:00 |          |                                  |                                                                                          |
| Bulharsko            | 1 – 3    | Chorvatsko                       | Národní stadion Vasil Levski, Sofie diváci: 35 000 rozhodčí: Kim Milton Nielsen (Dánsko) |
| M. Petrov 72'        | (Report) | Babić 19' Tudor 57' Kranjčar 80' | Národní stadion Vasil Levski, Sofie diváci: 35 000 rozhodčí: Kim Milton Nielsen (Dánsko) |

| 4. června 2005 18:05             |          |                          |                                                                                   |
| Island                           | 2 – 3    | Maďarsko                 | Laugardalsvöllur, Reykjavík diváci: 4 613 rozhodčí: Lucílio Batista (Portugalsko) |
| Guðjohnsen 17' K. Sigurðsson 68' | (Report) | Gera 45', 56' Huszti 73' | Laugardalsvöllur, Reykjavík diváci: 4 613 rozhodčí: Lucílio Batista (Portugalsko) |

| 8. června 2005 18:05                                             |          |          |                                                                               |
| Island                                                           | 4 – 1    | Malta    | Laugardalsvöllur, Reykjavík diváci: 4 887 rozhodčí: Damir Skomina (Slovinsko) |
| Þorvaldsson 27' Guðjohnsen 33' Guðmundsson 74' V. Gunnarsson 84' | (Report) | Said 58' | Laugardalsvöllur, Reykjavík diváci: 4 887 rozhodčí: Damir Skomina (Slovinsko) |

| 3. září 2005 17:15                         |          |           |                                                                             |
| Švédsko                                    | 3 – 0    | Bulharsko | Råsunda Stadium, Solna diváci: 35 000 rozhodčí: Frank De Bleeckere (Belgie) |
| Ljungberg 60' Mellberg 75' Ibrahimović 90' | (Report) |           | Råsunda Stadium, Solna diváci: 35 000 rozhodčí: Frank De Bleeckere (Belgie) |

| 3. září 2005 18:05 |          |                           |                                                                              |
| Island             | 1 – 3    | Chorvatsko                | Laugardalsvöllur, Reykjavík diváci: 5 520 rozhodčí: Wolfgang Stark (Německo) |
| Guðjohnsen 24'     | (Report) | Balaban 56', 61' Srna 82' | Laugardalsvöllur, Reykjavík diváci: 5 520 rozhodčí: Wolfgang Stark (Německo) |

| 3. září 2005 20:45                                 |          |       |                                                                                       |
| Maďarsko                                           | 4 – 0    | Malta | Stadion Ference Puskáse, Budapešť diváci: 5 900 rozhodčí: Vitaliy Godulyan (Ukrajina) |
| Torghelle 34' Said 55' (vl.) Takács 64' Rajczi 85' | (Report) |       | Stadion Ference Puskáse, Budapešť diváci: 5 900 rozhodčí: Vitaliy Godulyan (Ukrajina) |

| 7. září 2005 18:45 |          |              |                                                                              |
| Malta              | 1 – 1    | Chorvatsko   | Ta' Qali Stadium, Ta' Qali diváci: 916 rozhodčí: Athanassios Briakos (Řecko) |
| Wellman 74'        | (Report) | Kranjčar 19' | Ta' Qali Stadium, Ta' Qali diváci: 916 rozhodčí: Athanassios Briakos (Řecko) |

| 7. září 2005 19:00                   |          |                              |                                                                                        |
| Bulharsko                            | 3 – 2    | Island                       | Národní stadion Vasil Levski, Sofie diváci: 18 000 rozhodčí: Bülent Demirlek (Turecko) |
| Berbatov 21' Iliev 69' M. Petrov 86' | (Report) | Steinsson 9' Hreiðarsson 16' | Národní stadion Vasil Levski, Sofie diváci: 18 000 rozhodčí: Bülent Demirlek (Turecko) |

| 7. září 2005 20:45 |          |                   |                                                                                    |
| Maďarsko           | 0 – 1    | Švédsko           | Stadion Ference Puskáse, Budapešť diváci: 20 161 rozhodčí: Stefano Farina (Itálie) |
|                    | (Report) | Ibrahimović 90+1' | Stadion Ference Puskáse, Budapešť diváci: 20 161 rozhodčí: Stefano Farina (Itálie) |

| 8. října 2005 18:00      |          |          |                                                                                                |
| Bulharsko                | 2 – 0    | Maďarsko | Národní stadion Vasil Levski, Sofie diváci: 4 652 rozhodčí: Dejan Delević (rbsko a Černá Hora) |
| Berbatov 29' Lazarov 55' | (Report) |          | Národní stadion Vasil Levski, Sofie diváci: 4 652 rozhodčí: Dejan Delević (rbsko a Černá Hora) |

| 8. října 2005 20:15 |          |         |                                                                              |
| Chorvatsko          | 1 – 0    | Švédsko | Maksimir Stadium, Záhřeb diváci: 34 015 rozhodčí: Massimo De Santis (Itálie) |
| Srna 55'            | (Report) |         | Maksimir Stadium, Záhřeb diváci: 34 015 rozhodčí: Massimo De Santis (Itálie) |

| 12. října 2005 19:00 |          |            |                                                                                |
| Malta                | 1 – 1    | Bulharsko  | Ta' Qali Stadium, Ta' Qali diváci: 2 844 rozhodčí: Vitaliy Godulyan (Ukrajina) |
| Barbara 79'          | (Report) | Yankov 67' | Ta' Qali Stadium, Ta' Qali diváci: 2 844 rozhodčí: Vitaliy Godulyan (Ukrajina) |

| 12. října 2005 19:30                        |          |             |                                                                         |
| Švédsko                                     | 3 – 1    | Island      | Råsunda Stadium, Solna diváci: 33 716 rozhodčí: Valentin Ivanov (Rusko) |
| Ibrahimović 29' Larsson 42' Källström 90+1' | (Report) | Árnason 11' | Råsunda Stadium, Solna diváci: 33 716 rozhodčí: Valentin Ivanov (Rusko) |

| 12. října 2005 19:30 |          |            |                                                                                  |
| Maďarsko             | 0 – 0    | Chorvatsko | Szusza Ferenc Stadium, Budapešť diváci: 6 979 rozhodčí: Claus Bo Larsen (Dánsko) |
|                      | (Report) |            | Szusza Ferenc Stadium, Budapešť diváci: 6 979 rozhodčí: Claus Bo Larsen (Dánsko) |